# Odznaka Honorowa Gryfa Zachodniopomorskiego
Odznaka Honorowa Gryfa Zachodniopomorskiego – regionalna odznaka ustanowiona 7 października 2002 przez Sejmik Województwa Zachodniopomorskiego i nadawana osobom zasłużonym dla tego województwa.

## Charakterystyka
Odznakę Honorową Gryfa Zachodniopomorskiego nadaje się osobom fizycznym, jednostkom samorządu terytorialnego, organizacjom pozarządowym, osobom prawnym oraz jednostkom organizacyjnym niemającym osobowości prawnej, które całokształtem działalności zawodowej, społecznej i publicznej, względnie realizacją swoich zadań na rzecz Województwa Zachodniopomorskiego wybitnie przyczyniły się do gospodarczego, kulturalnego i społecznego rozwoju Pomorza Zachodniego.
Odznaka ma dwa stopnie:
- srebrny, będący pierwszym w kolejności odznaczeniem,
- złoty, nadawany osobom uprzednio odznaczonym odznaką srebrną. W wyjątkowych przypadkach, oznaką złotą można wyróżnić osobę, która nie była wcześniej wyróżniona odznaką srebrną.

Złota Odznaka może być nadana, jeśli od momentu przyznania srebrnej Odznaki upłynęły nie mniej niż 3 lata. W wyjątkowych sytuacjach, okres ten może ulec skróceniu.
Odznakę Honorową Gryfa Zachodniopomorskiego nadaje Zarząd Województwa Zachodniopomorskiego w drodze uchwały, podjętej na wniosek Komisji Odznaki.
Odznakę wręcza Marszałek Województwa, Przewodniczący Sejmiku, członkowie Zarządu Województwa, z upoważnienia Przewodniczącego Sejmiku: Wiceprzewodniczący Sejmiku lub radni Województwa, z upoważnienia Marszałka: Sekretarz Województwa – Dyrektor Generalny Urzędu lub Dyrektor Gabinetu Marszałka.
Odznakę nosi się na lewej stronie piersi, po odznakach orderów i odznaczeń.

## Wygląd
Odznaka ma kształt krzyża równoramiennego o wymiarach 40 × 40 mm, wykonanego z metalu. Ramiona krzyża pokryte są czerwoną emalią ze złotym lub srebrnym obramowaniem. Przez środek ramion biegnie krzyż z białej emalii. Między ramionami krzyża liście laurowe. W środku krzyża, na biało emaliowanej tarczy herbowej, w złoconym obramowaniu wizerunek Gryfa Zachodniopomorskiego – zgodnego z wizerunkiem widniejącym na herbie i fladze województwa zachodniopomorskiego. Odznaka (bez względu na stopień) zawieszana na biało-czerwono-białej wstążce odpowiadającej wzorowi flagi województwa, o szerokości 36 mm. Miniaturę odznaki stanowi jej kopia o wymiarach 12 × 12 mm.
Autorem projektu odznaki jest szczeciński artysta Stanisław Biżek.

## Odznaczeni
W latach 2003–2020 oboma stopniami odznaki wyróżniono 4480 osób oraz stowarzyszeń i innych podmiotów.